# 1 Pułk Strzelców Łotewskich
1 Pułk Strzelców Łotewskich – pułk piechoty radzieckiej okresu wojny domowej w Rosji. Żołnierze tego pułku rekrutowali się głównie spośród łotewskich wieśniaków, nieco rzadziej z łotewskich robotników.
1 września 1918 pułk trafił na front nadwołżański, co przyspieszyło wyprowadzenie radzieckiej kontrofensywy w okolicach Kazania.